# Markus Gestier
Markus Gestier (* 18. Februar 1962 in St. Ingbert) ist ein deutscher Politiker (CDU).

## Leben und Wirken
Markus Gestier wurde als Sohn von Landgerichtsdirektor Ernst Gestier geboren, der in den 1970er Jahren CDU-Fraktionschef im St. Ingberter Stadtrat war. Sein Großvater Georg Bleif war von 1948 bis 1956 Bürgermeister von St. Ingbert. Gestier besuchte von 1968 bis 1972 die Albert-Weisgerber-Schule in St. Ingbert und von 1972 bis 1981 das Leibniz-Gymnasium in St. Ingbert. Von 1981 bis 1983 studierte er Politikwissenschaft, Geschichte, Rechtswissenschaft und Volkswirtschaftslehre an der Universität des Saarlandes in Saarbrücken. Dann wechselte er an die Rheinische Friedrich-Wilhelms-Universität Bonn, wo er 1983 bis 1987 Politik- und Rechtswissenschaft sowie Neuere Geschichte studierte. 1988 schloss er mit dem Magister Artium ab und 1991 wurde er promoviert als Schüler von Karl Dietrich Bracher.
Von 1988 bis 1991 war Gestier Seminarassistent bei der Union Stiftung in Saarbrücken und von 1991 bis 1994 wissenschaftlicher Referendar und Ausstellungsmacher beim Haus der Geschichte in Bonn. Anschließend war er von 1994 bis 1996 wissenschaftlicher Mitarbeiter beim Deutsch-Amerikanischen Institut und der Deutschen Atlantischen Gesellschaft in Saarbrücken, ehe er wieder an die Union Stiftung ging, um von 1996 bis 2008 als Studienleiter tätig zu sein. Nach seiner Landtagsmitgliedschaft wurde er wieder Studienleiter der Union Stiftung. Er war verantwortlich für zahlreiche Veranstaltungen zu aktuellen wissenschaftlichen, politischen und gesellschaftlichen Themen, der Förderung von Kultur und Literatur („Literatur in der Region“, Beirat Gollenstein-Verlag, Abiturreden mit Ralph Schock) und initiierte den Ratshelfer für kommunalpolitische Mandatsträger, sowie den Vereinshelfer für ehrenamtliche Vereinsvorstände. Er wirkte an Filmprojekten des Saarländischen Rundfunks zur jüngeren Geschichte des Landes mit. Im Rahmen der satzungsgemäßen Förderung von Wissenschaft und Forschung initiierte er zahlreiche Kooperationen mit Hochschulen der SaarLorLux-Region. Er ist (Mit-)Herausgeber der Malstatter Beiträge.
Gestier nahm von 1985 bis 1997 verschiedene Vorstandsämter der Jungen Union in Bonn und St. Ingbert wahr. Von 1989 bis 2011 war er Mitglied im Vorstand der CDU St. Ingbert, von 1995 auch als stellvertretender Ortsvorsitzender. Von 1989 bis 1991 war er Mitglied im Ortsrat St. Ingbert und von 1995 bis 1999 war er Mitglied im Kreisvorstand des CDU-Kreisverbands Saarpfalz. Von 1998 bis 2012 war er Mitglied im CDU-Stadtverbandsvorstand St. Ingbert und von 1999 bis 2016 Mitglied im Stadtrat der Mittelstadt St. Ingbert, wo er von 2000 bis 2012 Fraktionsvorsitzender der CDU war. Er hatte Mandate in Aufsichtsräten der Stadt St. Ingbert inne und engagierte sich im Kulturleben der Stadt (Jazz-Festival, Albert-Weisgerber-Stiftung u. a.).
2008/9 gehörte er als Abgeordneter der CDU dem Landtag des Saarlandes an. Dort war er Mitglied der Ausschüsse „Eingaben“, „Wirtschaft, Wissenschaft und Grubensicherheit“, "Arbeit, Gesundheit und Soziales" sowie „Umwelt“.
Gestier ist römisch-katholisch und verheiratet. Er war von 1999 bis 2013 Vorsitzender des Schwimmvereins bzw. der Schwimmfreunde St. Ingbert 1911. Er ist seit 2009 Vorstandsvorsitzender der Lebenshilfe Saarpfalz, 2024 ließ er dieses Amt als einer von zwei hauptamtlichen Geschäftsführern ruhen.
Gestier ist Mitglied zahlreicher historischer Vereine und als Dozent und Autor tätig. Im Ehrenamt ist er Archivar der KDStV Ascania Bonn im CV. 2021 wurde Gestier zum Mitglied der Gesellschaft für Rheinische Geschichtskunde gewählt.

## Werke
- Die christlichen Parteien an der Saar und ihr Verhältnis zum deutschen Nationalstaat in den Abstimmungskämpfen 1935 und 1955. Röhrig, St. Ingbert 1991, ISBN 3-924555-68-0, zugleich: Dissertation, Universität Bonn, 1990
- Die christliche Einigung an der Saar. CVP und CDU 1955–1959, in: Zeitschrift für die Geschichte der Saargegend, 1991 (mit Armin Herrmann).
- als Herausgeber: Johannes Hoffmann. Eine erste Bilanz. Gollenstein, Blieskastel 2004, ISBN 3-935731-68-X
- als Herausgeber mit Rudolf Warnking: Lieber Herr Schlehofer. Briefe zum 90. Geburtstag. Gollenstein, Blieskastel 2005, ISBN 3-935731-88-4
- als Herausgeber: Auf dem (Rück-)Weg nach Deutschland. Beiträge zu Wurzeln und Wegmarken christlicher Politik im Saarland. Gollenstein, Blieskastel 2006, ISBN 3-938823-09-7
- als Herausgeber mit Peter Meyer: Augenblicke. Bilder aus dem Saarland 1990–2010. Gollenstein, Merzig 2010, ISBN 978-3-938823-77-4
- als Herausgeber mit Helmut Rönz: "Herr Hitler, ihre Zeit ist um!" Widerstand an der Saar 1935–1945. Conte, St. Ingbert 2016.
- als Herausgeber mit Heinrich Küppers und Brigitte Steinle: Johannes Hoffmann (1890–1967). Conte, Ein Lesebuch aus Quellen. St. Ingbert 2017.
- als Herausgeber mit Katrin Mikulcic: Beziehungsstatus: kompliziert. Dreißig Blicke auf die deutsch-französischen Beziehungen. Conte, St. Ingbert 2017.
- als Herausgeber mit Heidemarie Ertle und Dominik Schmoll: Freiheit für Rohrbach. Die Gebietsreform 1974 und das Entstehen der Mittelstadt St. Ingbert. St. Ingbert 2024.